# Visita da Filarmônica de Nova Iorque à Coreia do Norte
A Filarmônica de Nova Iorque apresentou-se em Pyongyang, Coreia do Norte, dia 26 de fevereiro de 2008, sendo um evento significante na relação Coreia do Norte - Estados Unidos. A orquestra apresentou em East Pyongyang Grand Theatre, com o concerto sendo televisionado pela Televisão Estatal da Coreia do Norte.

## Concerto

### Programa
O programa, conduzido pelo maestro Lorin Maazel, incluiu os hinos nacionais da Coreia do Norte (aegukka) e o dos Estados Unidos (The Star-Spangled Banner), o prelude do ato III de Lohengrin de Richard Wagner, Sinfonia nº9 de Antonín Dvorák e An American in Paris de George Gershwin. A orquestra interpretou duas obras bônus: L'Arlesienne Suite (Farandole) de Georges Bizet e Overture to Candide de Leonard Bernstein e o concerto foi fechado com a música popular coreana Arirang.

## Presença
O líder norte-coreano Kim Jong-il não estava presente no concerto, mas o vice-presidente da Suprema Assembleia do Povo, Yang Hyong-sop e o Chefe do Ministério Americano, Li Gun, estava presentes.

## Transmissão
Uma transmissão nacional do concerto da Filarmônica foi transmitido pela Televisão Central Coreana. A gravação do concerto foi produzido pela companhia alemã EuroArts Music International e foi transmitida pela CNN no Canadá e nos Estados Unidos, CNN Internacional, MBC na Coreia do Sul e SMC na China. Arte na França e Alemanha, Thirtee/WNET e PBS nos Estados Unidos, SVT na Suécia, DR na Dinamarca, RTBF na Bélgica, MTV na Hungria. Os concertos também foram liberados na internet.

## Contexto Político
Em 13 de agosto de 2007, a Filarmônica anunciou que estava considerando a hipótese de aceitar o convite de se apresentar na Coreia do Norte, via "um representante independente do Ministério da Cultura".
Em outubro de 2007, a Filarmônica viajou para Pyongyang, acompanhado pelo Diretor Executivo da Sociedade da Coreia e o membro do Escritório Coreano dos Estados Unidos. O convite foi formalmente aceite em dezembro de 2007 numa conferência pelo presidente da Filarmônica de Nova Iorque e o embaixador da Coreia do Norte nos Estados Unidos, Pak Kil-yon.

## Efeitos
O governo da Coreia do Norte permitiu o acesso de mais de 300 extrangeiros. O acesso a internet foi quase irrestrita e os telefonemas internacionais foram permitidos para jornalistas de outros países.
O evento foi a primeira visita culturado dos Estados Unidos a Coreia do Norte desde a Guerra da Coreia. A visita foi antecipada como oportunidade de relação com uma das nações mais isoladas do mundo.